# 리처드 블랜드

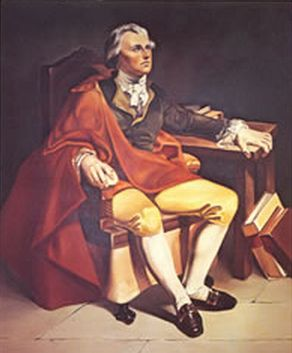
리처드 블랜드

리처드 블랜드(Richard Bland, 1710년 5월 6일 - 1776년 10월 26일)는 버지니아 식민지출신의 건국 아버지 중 한 명이다. 토머스 제퍼슨의 사촌이다. 버지니아주 의회인 하우스 오브 버제스에서 여러 해 임직하였다. 1776년의 버지니아 헌법의 초안에 참여하였다. 노예제도를 반대하였으며 영국 의회법에 모든 사람은 자유롭게 살도록 태어났다고 주장하였다.